# دييغو رودريغيز كانو
دييغو رودريغيز كانو (بالإسبانية: Diego Rodríguez Cano) (28 مايو 1988 مونتفيدو الأوروغواي - 11 سبتمبر 2010 مونتفيدو الأوروغواي) هو لاعب كرة قدم أوروغواني سابق كان يلعب كمدافع.

## روابط خارجية
- دييغو رودريغيز كانو على موقع قاعدة بيانات كرة القدم.إي يو (الإنجليزية)
- دييغو رودريغيز كانو على موقع Soccerway.com (الإنجليزية)